# Ihova
Ihova (Duits: Meichendorf) is een plaats in Slovenië en maakt deel uit van de gemeente Benedikt in de NUTS-3-regio Podravska. De plaats telde 275 inwoners op 1 januari 2020.